# ويليام إي. فيلبس
ويليام إي. فيلبس (بالإنجليزية: William E. Phelps)‏ هو دبلوماسي وسياسي أمريكي، ولد في 9 أكتوبر 1835. حزبياً، نشط في الحزب الجمهوري. وقد انتخب عضو مجلس نواب إلينوي.